# Porträt des Herrn Lilienthal
Das Porträt des Herrn Lilienthal ist ein Gemälde des deutschen Malers Lovis Corinth. Das Bild zeigt Franz Lilienthal, einen Jugendfreund Corinths, im Profil und wurde im Jahr 1889 gemalt. Es wurde zuletzt im Jahr 2018 verkauft und befindet sich in Privatbesitz.

## Bildbeschreibung
Nach dem Werkverzeichnis von Charlotte Berend-Corinth handelt es sich bei dem Bild um ein Kniestück eines sitzenden Mannes. Der Körper und der Kopf werden im Profil gezeigt, der Hintergrund ist rötlich bis rosa. Der Mann, Franz Lilienthal, ist mit einem dunklen Anzug bekleidet, aus dem der helle Kragen und die hellen Manschetten an den Ärmeln hervorscheinen, und sitzt auf einem ebenfalls dunklen Sessel. Die Hände liegen auf den Knien, zwischen dem Zeige- und dem Mittelfinger der linken Hand hält er eine Zigarre.
Die Augen richtet der Porträtierte starr geradeaus, ohne den Betrachter anzuschauen. Er trägt einen an den Spitzen abstehenden Schnauzbart und kurze Koteletten, das Haar ist kurz gehalten.
Das Bild ist im rechten oberen Bildfeld signiert mit den Worten
Lovis Corinth
1889.

## Hintergrund
Das Bild wurde laut Charlotte Berend-Corinth in Königsberg gemalt, bei dem Porträtierten Franz Lilienthal handelte es sich um einen Freund Corinths. In seiner autobiographischen Geschichte „Aus meinem Leben“, die in der Sammlung „Legenden aus dem Künstlerleben“ erschien, bezeichnete Corinth ihn als „Blumenthal“ und beschrieb ihn als „Ostpreuße, der von hinten in seiner langen Dünnheit einem Straußen frappant ähnlich war.“

## Ausstellungen und Provenienz
Das Bild wurde 1926 in der Ausstellung „Lovis Corinth - Ausstellung von Gemälden und Aquarellen zu seinem Gedächtnis“ in der Nationalgalerie Berlin als Leihgabe von Alfred Odenheimer in Emmendingen, Baden-Württemberg, ausgestellt. Es befand sich auch später noch in dessen Besitz gemeinsam mit einem Brief von Charlotte Berend-Corinth aus Santa Barbara, Kalifornien, an ihn vom 6. März 1943. Danach wurde es privat in Süddeutschland weitergegeben, wobei der Verbleib entsprechend dem Werkverzeichnis von Charlotte Berend-Corinth unbekannt war.
Am 21. Oktober 2009 wurde das Bild bei Bonhams in New York City für US$ 21,960 versteigert, am 29. Oktober 2010 wurde es vom Auktionshaus Ketterer Kunst für einen Erlös von 29.280 Euro (US$ 42,748) verkauft und am 9. November 2018 von Karl & Faber Kunstauktionen.

## Belege
1. 1 2 3 4  Charlotte Berend-Corinth: Lovis Corinth. Werkverzeichnis. Neu bearbeitet von Béatrice Hernad. Bruckmann Verlag, München 1958, 1992; BC 62, S. 64. ISBN 3-7654-2566-4.
2. ↑  Lovis Corinth: Aus meinem Leben In: Legenden aus dem Künstlerleben. 2. Auflage, Berlin: Bruno Cassirer, 1918, S. 1–68.
3. ↑  Lovis Corinth. Katalog der Ausstellung Lovis Corinth. Ausstellung von Gemälden und Aquarellen zu seinem Gedächtnis in der Nationalgalerie Berlin, 1926; S. 21.
4. 1 2 3  Auktion: 370 / Alte & Neuere Meister am 29.10.2010, Corinth, Lovis: Porträt des Herrn Lilienthal bei der Ketterer Kunst GmbH & Co KG
5. ↑  Lot Details Lovis Corinth: A portrait of Herr Lilienthal. bei Bonhams New York.
6. ↑  Lovis Corinth, Bildnis des Franz Lilienthal, Karl & Faber Auktion 284, abgerufen am 9. November 2018.